# 海図のない旅
『海図のない旅』（かいずのないたび）は、NHK総合テレビの「月曜ドラマシリーズ」（毎週月曜日21:15-21:58）枠にて2002年1月7日 - 2月4日に放送されたテレビドラマ。2007年10月17日より再放送された。

## キャスト
- 浅見修治：竹中直人
- 浅見美紀：南果歩
- 浅見麻樹：後藤理沙
- 浅見了：小谷幸弘
- 田島洋平：柏原収史
- 浅見和雄：大沢樹生
- 田島幸造：鶴田忍
- 浅見和枝：鷲尾真知子
- 浅見一郎：笑福亭松之助
- 浅見雄一：柄本明

## スタッフ
- 脚本：龍居由佳里
- 音楽：城之内ミサ
- 制作統括：大加章雅
- 演出：岡田健、田中健二

## サブタイトル
| 各話                                                       | 放送日        | サブタイトル     | 演出     | 視聴率 |
| ---------------------------------------------------------- | ------------- | ---------------- | -------- | ------ |
| 第1話                                                      | 2002年1月7日  | 追いかけて能登へ | 岡田健   | 4.2%   |
| 第2話                                                      | 2002年1月14日 | 漁師になりたい   | 田中健二 | 5.9%   |
| 第3話                                                      | 2002年1月21日 | 兄弟船           | 田中健二 | 5.3%   |
| 第4話                                                      | 2002年1月28日 | 父と子の絆       | 岡田健   | 5.7%   |
| 最終話                                                     | 2002年2月4日  | 新しい家族       | 岡田健   | 6.1%   |
| 平均視聴率 5.44%（視聴率は関東地区・ビデオリサーチ社調べ） |               |                  |          |        |

- 第2話は成人の日特別編成により21:43までの放送。